# Gongora maculata
Gongora maculata là một loài lan.